# Necora puber
Necora puber là một loài cua dạng cua bơi lớn nhất được tìm thấy trong vùng nước ven biển của Anh, có chiều rộng mai lên đến 100 mm (3,9 in), và là loài duy nhất trong chi Necora.. Cơ thể được bao phủ bởi lông ngắn, cho chúng một kết cấu mịn. Nó là một trong những loài cua chính của ngành thủy sản Anh quốc. Loài cua này sống từ miền nam Na Uy tới Tây Sahara ở Biển Bắc và phía bắc Đại Tây Dương cũng như phần phía Tây của biển Địa Trung Hải, trên đáy đá từ bờ biển đến độ sâu khoảng 65 mét (213 ft). Cặp càng cuối cùng hình dẹt để tạo điều kiện thuận lợi cho việc bơi lội.